# Păcuri, Prahova
Păcuri este un sat în comuna Surani din județul Prahova, Muntenia, România.